# 森弘一郎
森 弘一郎（もり こういちろう、1977年3月22日 - ）は、
日本の福岡県直方市出身の舞台芸術家、ダンサー、振付家、舞台監督、演出家、映像監督、芸術家である。

## 経歴
日本のダンスシーンを経て渡米。
その後、舞台芸術の世界を知り、北欧デンマークを中心にヨーロッパの国々へと活動の場を広げる。
ダンスの枠を越え芸術的表現者として舞台芸術の道へ。
劇場公演「くるみ割り人形HIPHOPバージョン」をはじめ数々の舞台でデンマーク国内最高評価六つ星を取得。
同作品では、デンマーク最高峰の劇場アワード Reumert Award において、「Reumert賞」「Copenhagen賞」「Danish hiphop賞」の3部門を受賞。
また、その芸術性の高さを認められ、デンマーク女王も賛辞をおくられた。
そして、「くるみ割り人形HIPHOPバージョン」は「Danish Culture Canon」児童文化部門に選ばれ、デンマークの歴史に刻まれる名誉のある作品となる。
Danish Culture Canon : デンマークの文化や歴史の中で、もっとも大きな影響を与えた108の文化遺産

## Performance
- ロサンゼルスにてAIR FORCE CREWアメリカツアーを行う ( 1999 )
- ラスベガスにて、AIR FORCE CREW & KURTIS BLOWのライブパフォーマンスを行う ( 1999 )
- デンマークにて行われたモーターショーに出演 、皇帝アレキサンドラの前でライブパフォーマンスを行う ( 2000 )
- デンマークにて、DE LASOULと共演 ( 2002 )
- デンマークINTERNATIONAL CLOWN FESTIVALに出演 ( 2004 )
- Nordisk Filmの創立1 0 0周年記念パーティーにて、デンマーク国王(女王)の前でパフォーマンスを行う ( 2006 )
- ドイツNIPPON CONNECTION（日本映画祭）にてパフォーマンスを行う ( 2007 )
- デンマーク王室劇場にて行われた芸術祭"ARETS REUNERT"でオープ二ングパフォーマンスを行い、プレゼンターを務める ( 2007 )
- 福岡国際映画祭アジアマンスに出演 ( 2012 )
- オーストラリアにてSTREET SMART2ゲストパフォーマンス、審査員として出演 ( 2012 )
- クルーズ船ASUKA㈼(グアム・サイパン)パフォーマンスツアーを行う ( 2012 )
- スウェーデンScience Festival 3:e Vaningenに出演 ( 2013 )
- スウェーデンStockholm International Street Dance Festival"Dansens Hus"に出演 ( 2013 )
- 韓国ソウルにてT.I.P Dance Academyにてゲストパフォーマンス、審査員として出演 パフォーマンスを行う ( 2015 )
- スウェーデンStockholm 3:e VaningenにてSteen Koernerとパフォーマンスを行う ( 2016 )
- デンマークCisternerneミュージアムにて行われた日本デンマーク外交関係樹立150周年記念事業にてパフォーマンスを行う ( 2017 )
- デンマークにて行われたCopenhagen Jazz Festival 2017にて"The Soul Symphonics"と共演 ( 2017 )
- 福岡にて、最先端エンターテインメント体験型フェスThe Creatorsに出演 ( 2018 )
- KURUME KASURI KENKYUSYA " K " 瀬上貴司氏のファッションショーを演出・出演 ( 2019 )
- 宮崎県天岩戸神社にて満月の夜に満月神楽「風と水の舞」を行う ( 2022 )
- スイスのトゥールガウ州クロイツリンゲンにて行われたKult-X Festivalにてパフォーマンスを行う ( 2024 )
- スイスKreuzlingen APOLLO劇場にてパフォーマンスを行う ( 2024 )
- 福岡市で行われたイベント「光のナイトウォーク in 福岡城 竹花玄夜と舞 」映像パフォーマンスを行う ( 2025 )

## Theater
- フランス劇場公演「24」に出演 ( 2000 )
- フランス劇場公演「Conquistador」に出演 ( 2001 )
- デンマーク劇場公演「KODERNES KAMP」に出演 ヨーロッパツアーを行う ( 2001 )
- 夢ニティ劇場「原始人」に出演・脚本・監督 ( 2002 )
- デンマーク劇場公演「11KOMMA7」に出演 ( 2002 )
- 夢ニティ劇場「Pikaia」に出演・脚本・監督( 2003 )
- デンマーク劇場公演 「NUTCRACKER (くるみ割り人形) HIPHOPバージョン」に出演 6つ星を取得

```
 REUMERT 賞・COPENHAGEN 賞・DANISH HIPHOP 賞の3部門を受賞
 DANISH CULTURE CANON 2004 受賞 ( 2003-2016 )
```

- 東京劇場公演「ウーエン・イ・ウースト」振付・出演 ( 2005 )
- デンマーク劇場公演「HIP HIP TO THE HOP」に出演 ( 2006 )
- デンマーク劇場公演「SYLFIDEN」に出演 ( 2006・2009 )
- デンマーク劇場公演「VAMPIRE PIERROT」に主演 5つ星を獲得 ( 2008 )
- デンマーク劇場公演「Menneskerobot」に主演 5つ星を獲得 ( 2009 )
- デンマーク劇場公演「Cykelmyggen Egon」に出演 ( 2013 )
- デンマークサーカス公演「Sirkus Summarum」に主演 六つ星を取得 ( 2013 )
- デンマークOdense劇場公演「H.C.Andersen Life´s a Fairytale」に出演 ( 2017 )
- デンマークHolstebro劇場公演「H.C.Andersen Life´s a Fairytale」に出演 ( 2017 )
- 久良岐能舞台「サキの國」に出演・脚本・監督 ( 2018 )
- 磯子公会堂「サキの國」に出演・脚本・監督 ( 2019 )
- ホテルオークラ福岡公演「TERWIN 」に出演・脚本・監督 ( 2019 )

## Supervised ( 監修・監督 )
- 山口市にて改修中の国宝瑠璃光寺五重塔を覆うデザインシートを舞台に第2弾プロジェクションマッピングを監修

大内氏の過ごした時間を「四季」に見立て映像や音楽で大内文化の世界観を演出 ( 2024 )

## Video ( 映像出演 )
- MTV JAPAN CM出演 ( 2003 )
- FORD CM出演 ( 2006 )
- Nephew 「Igen Og Igen」 MV出演 ( 2006 )
- Razz「Dance With Me」MV出演 ( 2008 )
- Levi's FLU CM出演 ( 2008 )
- WACOM Next-Beat CM出演 ( 2009 )
- Tiesto and Sneaky Sound System 「I Will Be Here」 MV出演 ( 2009 )
- 浜崎あゆみ Rock'N'Roll Circus Tour メインピエロとして映像出演 ( 2010 )
- Olafur Eliasson 映像作品 "Movement microscope" に出演 ( 2011 )
- トヨタCM「We are safety leaders」振付・出演 ( 2014 )
- ゆず「ひだまリ」MV 演出・出演 ( 2014 )
- 久保田利伸「Free Style」MV出演 ( 2014 )
- Songs of Jacob Elk "LIKE PINOCCHIO"映像出演 ( 2017 )
- Wix CM 出演 ( 2018 )
- 東急建設 CM振付演出 ( 2019 )

『SHIBUYA UNDER CONSTRUCTION』
- Daimler Mercedes-Benz CM出演 ( 2019 )
- TOYOTA YARIS 「THE NEXT ERA」 CM出演 ( 2020 )
- ネバダ州ラスベガスにて映像作品「Timeless Movement 」監督・出演 ( 2023 )

## TV・ドキュメンタリー
- 情熱大陸 [3]

- ESPRIT JAPON[4]

## ラジオ出演
- 鎌倉FM 「英国アンティーク博物館BAM鎌倉 土橋正臣のNo Antique No Life」出演 2025年。

## 出版
- 著作「しろいえほん」

もりこういちろう『しろいえほん』（新）梓書院、2017年。ISBN 4870355930。